# María Elena de Arizmendi Amiel
María Elena de Arizmendi Amiel (San Sebastián, 1 de febrero de 1916-Ibidem, 10 de septiembre de 2001) fue una escritora, etnógrafa y coreógrafa española.

## Trayectoria
Nació en San Sebastián.
En 1939 se casa en San Sebastián con José María Iribarren Cavanilles, arquitecto municipal de Irún.
En su profesión de escritora dedicó gran parte de su actividad a los temas de etnografía y en particular a la danza y la indumentaria y a su vinculación con otras disciplinas, como la arqueología, la historia, el arte, la religión y el folklore de los pueblos.
Asistió a congresos de etnología y perteneció a varias sociedades científicas, tanto nacionales como internacionales. Colaboró en revistas especializadas y en medios de información general. Pronunció numerosas conferencias en los foros más destacados de España y el extranjero.
Algunos de sus artículos más conocidos se encuentran publicados en la Revista de Etnología e Historia. Escribió diversos informes sobre su investigación histórica en torno al traje. En los años 50 publicó numerosos artículos en la sección cultural del ABC, recibiendo el Premio Club España de México por su artículo El enigma de Quetzaltcoatl.
En su faceta de coreógrafa realizó investigaciones y aportaciones al folklore vasco, recuperando danzas casi olvidadas. Entre sus aportaciones destaca la creación coreográfica del zortziko Bateleras de Pasajes, una danza que creó a partir de una marginal referencia histórica: 

(...) las bateleras (de Pasajes) regresaban de su tarea cantando y bailando zortzikos (...).

Para ello solicitó una partitura para txistu al compositor Pablo Sorozábal, que ya había colaborado con ella rescatando otras piezas musicales a partir de cantos de ancianos/as que ella recogía en su trabajo de campo.
Luego de quince años de trabajos de recopilación en 1976 publicó el libro “Vascos y Trajes” que contiene numerosas ilustraciones en dos volúmenes.
Falleció el 10 de septiembre de 2000 preparando una investigación sobre la indumentaria del siglo XVI.